# Petauroides
Petauroides — рід сумчастих ссавців з родини посумових. Містить три види планерних тварин, усі з яких зустрічаються у східній Австралії. До 2020 року вони вважалися одним видом Petauroides volans. У 2020 році морфологічні та генетичні відмінності, отримані за допомогою технології масивів різноманіття, показали, що під цією назвою було три види. Два нових види були названі Petauroides armillatus і Petauroides minor.
Ці види не тісно пов'язані з групою планерних сумчастих Petaurus, а натомість із Hemibelideus lemuroides, з яким вони поділяють підродину Hemibelideinae.
Petauroides ведуть нічний спосіб життя і є поодинокими травоїдними тваринами, які харчуються майже виключно листям і бруньками евкаліпта. Подібно до свого родича, Hemibelideus lemuroides, Petauroides зустрічається у двох формах: сіро-коричневій формі та сіро-білій формі. Petauroides зустрічаються в евкаліптових лісах від Моссмана, штат Квінсленд, до Дейлсфорда, штат Вікторія.

## Опис
Довжина голови та тіла становить від 39 до 43 сантиметрів, причому самиці зазвичай більші за самців. Їхнє тіло вкрите кудлатою шерстю, що збільшує їх видимий розмір, а хвіст довгий і густий, довжиною від 44 до 53 сантиметрів. Голова коротка із загостреною мордою, а великі вуха мають бахрому та покриті довгою шерстю. Кожна сторона тіла має мембрани, що тягнуться між ліктем і щиколоткою, що дає цим тваринам здатність виконувати контрольоване ковзання. Лапи мають сильно загнуті кігті, щоб чіплятися за кору або інші поверхні. На кожній нозі по п'ять пальців. Перший палець на задній лапі та перші два пальці на передній лапі протиставляються. Хутро м'яке, довжина до 60 міліметрів. Усі три види мають кремовий нижній бік і відрізняються забарвленням верхньої частини волосяного покриву. Petauroides minor має коричнево-сіре забарвлення, Petauroides armillatus має темне сріблясто-коричневе забарвлення з темно-коричневим обличчям, ногами та хвостом, тоді як Petauroides volans змінюється між темною, майже чорною морфою чи блідо-білою і сірою морфою. Маса тіла коливається від 1600 грамів у Petauroides volans з Вікторії до 600 грамів у Petauroides minor з північного Квінсленда.